# 小行星25519
小行星25519（25519 Bartolomeo）是一颗绕太阳运转的小行星，为主小行星带小行星。该小行星于1999年12月19日发现。

## 轨道参数
小行星25519的轨道半长轴为368 763 327 km，2.4649955 UA，离心率为0.096。